# Werbach

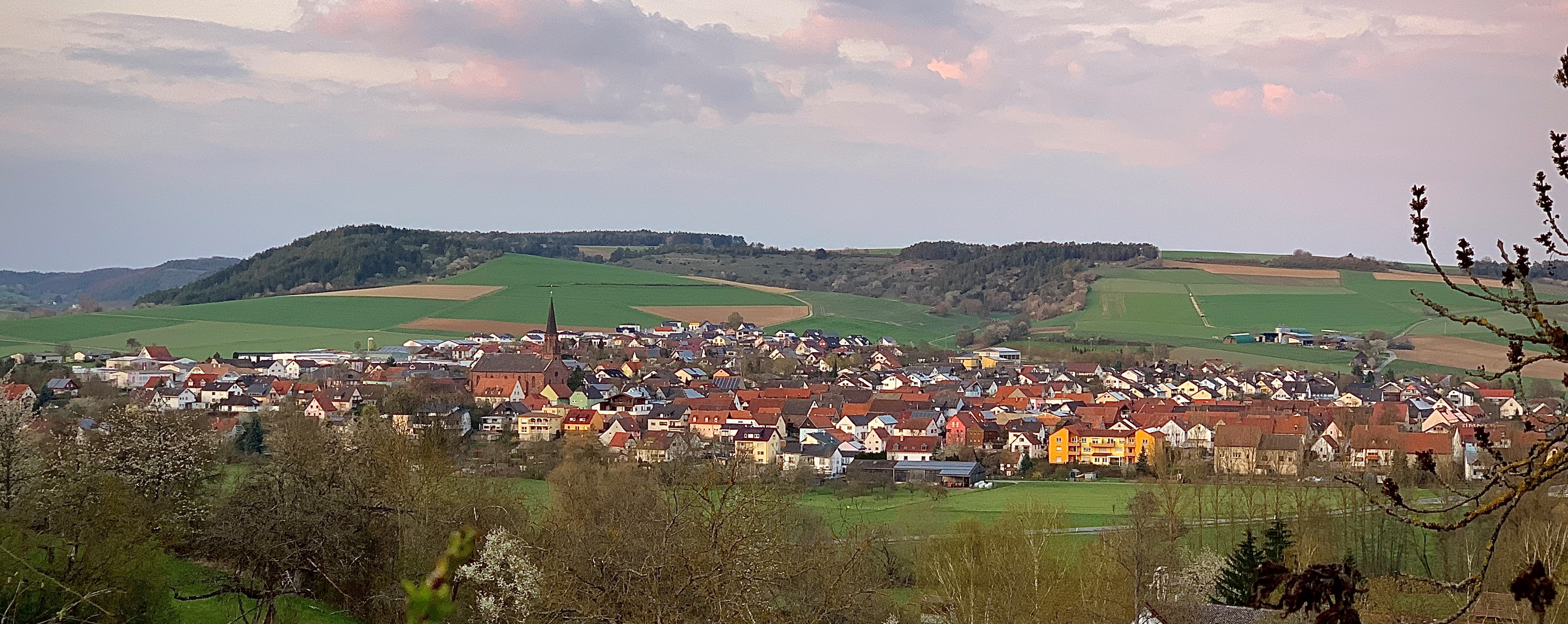
Ansicht des Hauptortes Werbach der gleichnamigen Gemeinde, 2021

Werbach (ⓘ) ist eine Gemeinde in Tauberfranken und gehört zum Main-Tauber-Kreis im fränkisch geprägten Nordosten Baden-Württembergs. Bekannt wurde die Gemeinde durch die Burg Gamburg und die Wallfahrtskapelle Liebfrauenbrunn.

## Geographie

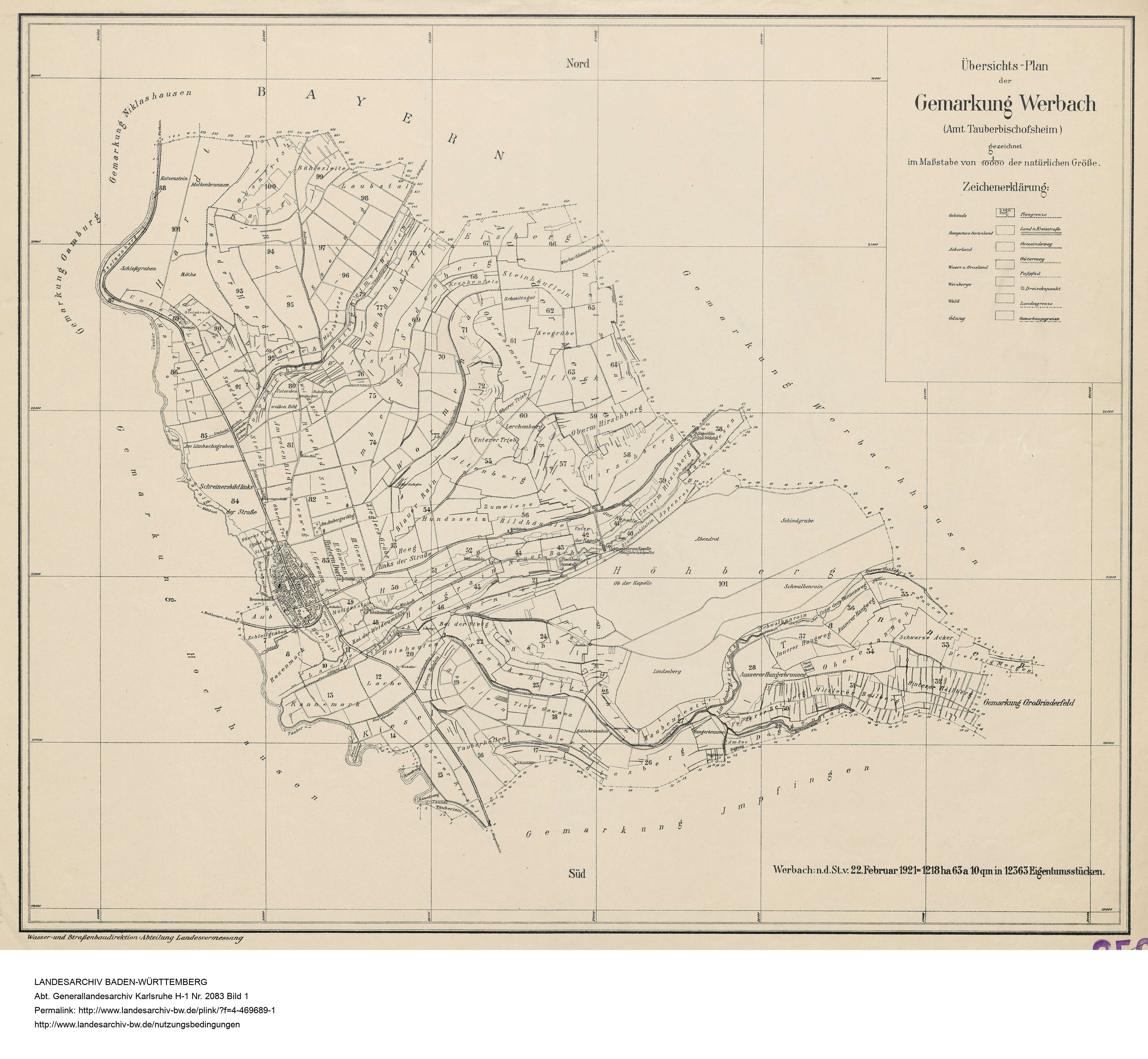
Gemarkung des Hauptortes Werbach der Gemeinde Werbach, 1921

### Geographische Lage
Werbach liegt im Taubertal zwischen Tauberbischofsheim, Wertheim und Würzburg.

### Gemeindegliederung

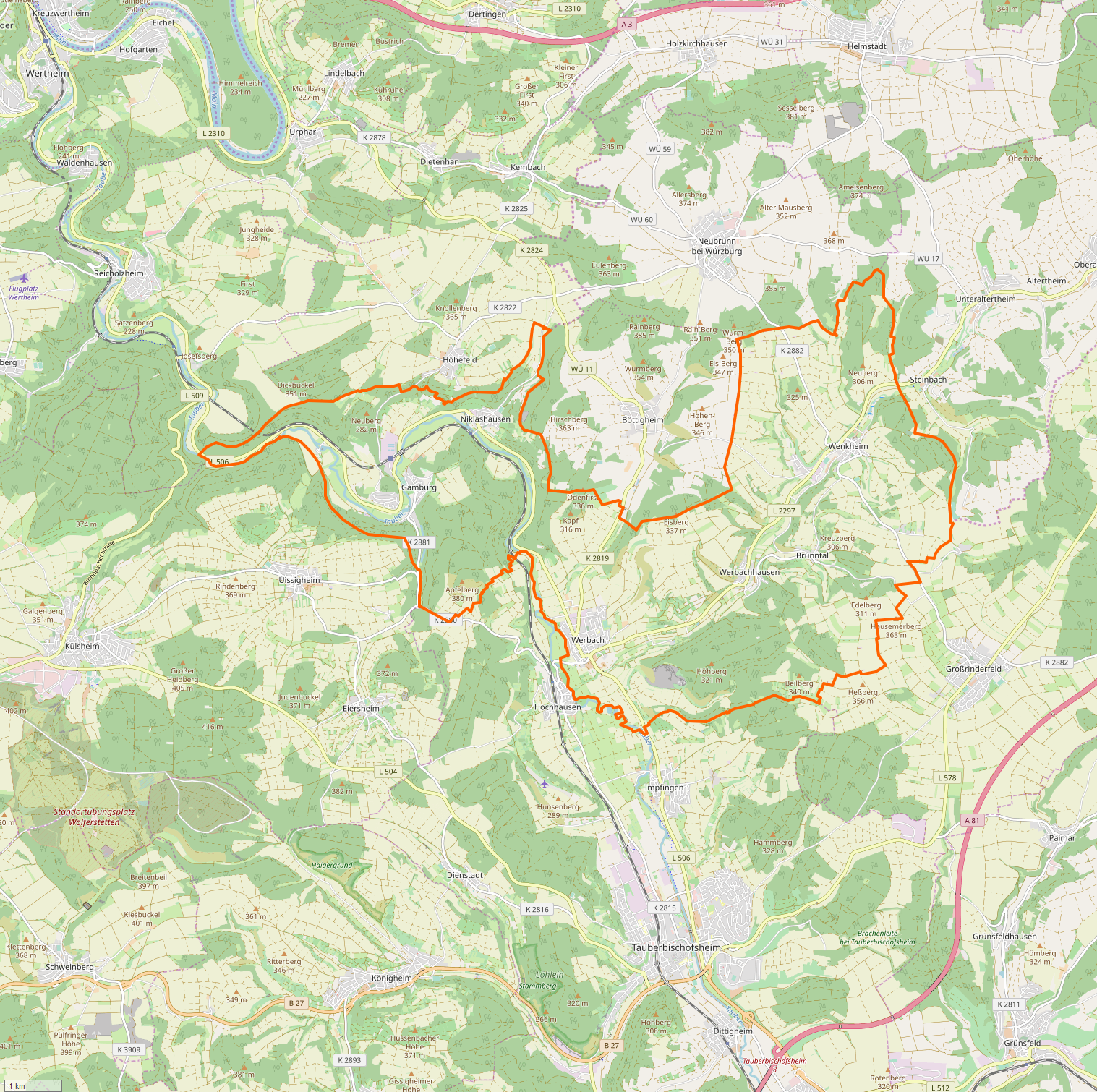
Gemarkung und Lage der Gemeinde Werbach

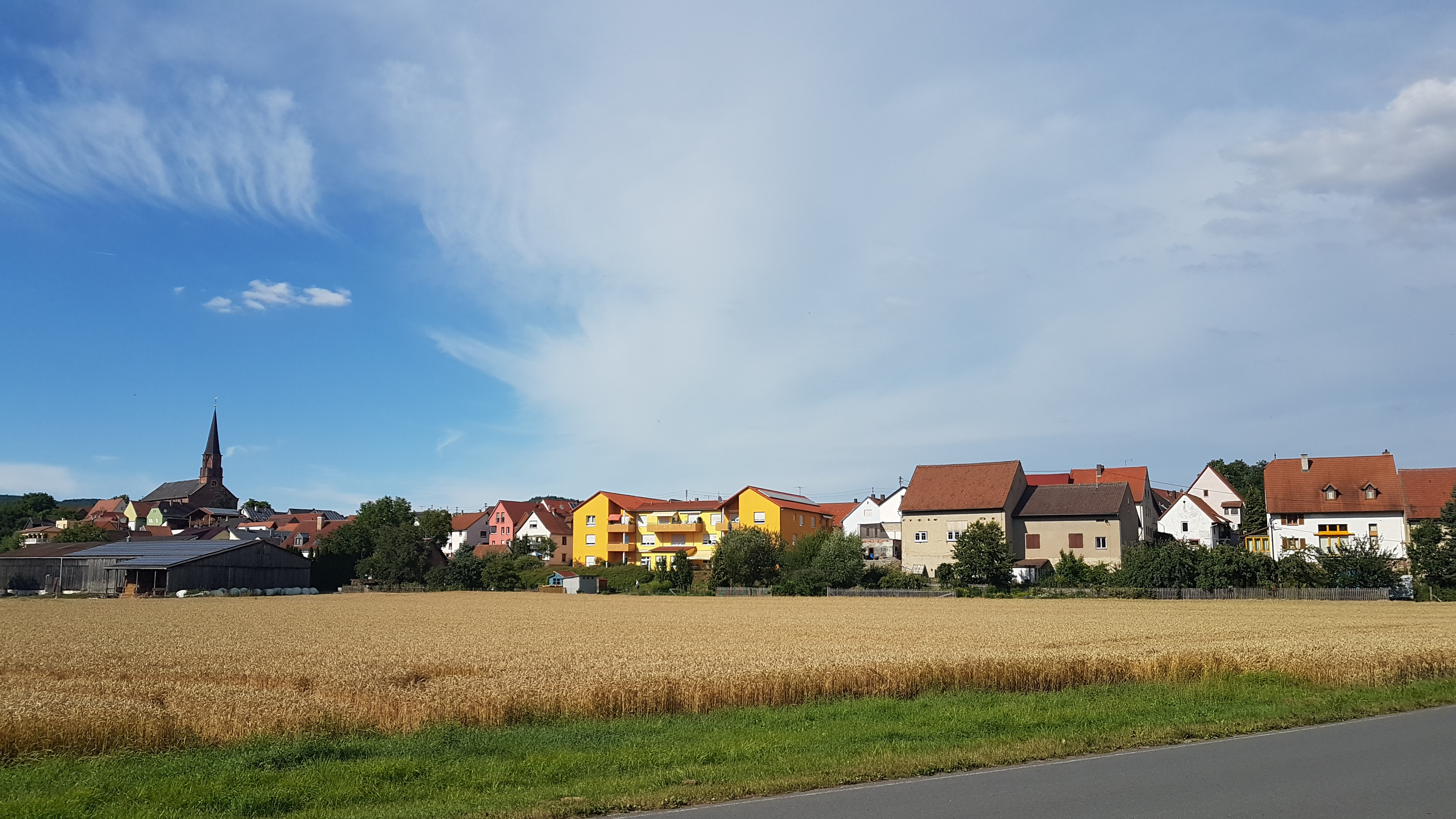
Blick auf Werbach, 2018

Zur Gemeinde Werbach gehören neben dem Hauptort Werbach die ehemals selbstständigen Gemeinden und heutigen Ortsteile Brunntal, Gamburg, Niklashausen, Wenkheim und Werbachhausen.
- Zur ehemaligen Gemeinde Brunntal gehört das Dorf Brunntal (⊙).[4]
- Zur ehemaligen Gemeinde Gamburg gehören das Dorf Gamburg (⊙),[5] Gehöft und Wohnplatz Eul(Eil)schirben (⊙),[6] die Wohnplätze Bimssteinfabrik (⊙),[7] Dorfmühle (⊙),[8] Bahnstation Gamburg (⊙),[9] Gasthof Tauberperle (⊙),[10] Lindhelle (⊙),[11] Möbelfabrik (⊙)[12] und Schlossberg (⊙).[13]
- Zur ehemaligen Gemeinde Niklashausen gehören das Dorf Niklashausen (⊙)[14] und die Wohnplätze Altes Bahnwärterhaus (⊙)[15] und Haltestelle Niklashausen (⊙)[16] sowie die abgegangene Ortschaft Helzenberg.[17]
- Zur ehemaligen Gemeinde Wenkheim gehören das Dorf Wenkheim (⊙),[18] die Höfe Neumühle (⊙),[19] Öl- und Sägmühle (⊙)[20] und Seemühle (⊙)[21] und der Wohnplatz Siedlung Mehlen (⊙).[22]
- Zur Gemeinde Werbach in den Grenzen vom 31. Dezember 1973 gehören das Dorf Werbach (⊙)[23] und die Wohnplätze Blauer Rain (⊙),[24] Fischzuchtanstalt (⊙),[25] Schneidmühle (⊙),[26] Steinig (⊙),[27] Weidenmühle (⊙)[28] und Welzmühle (⊙).[29]
- Zur ehemaligen Gemeinde Werbachhausen gehören das Dorf Werbachhausen (⊙),[30] die Emmentaler Mühle (⊙)[31] und der aufgegangene Wohnplatz Mühlenbau-Werkstätte (⊙).[32]

### Schutzgebiete

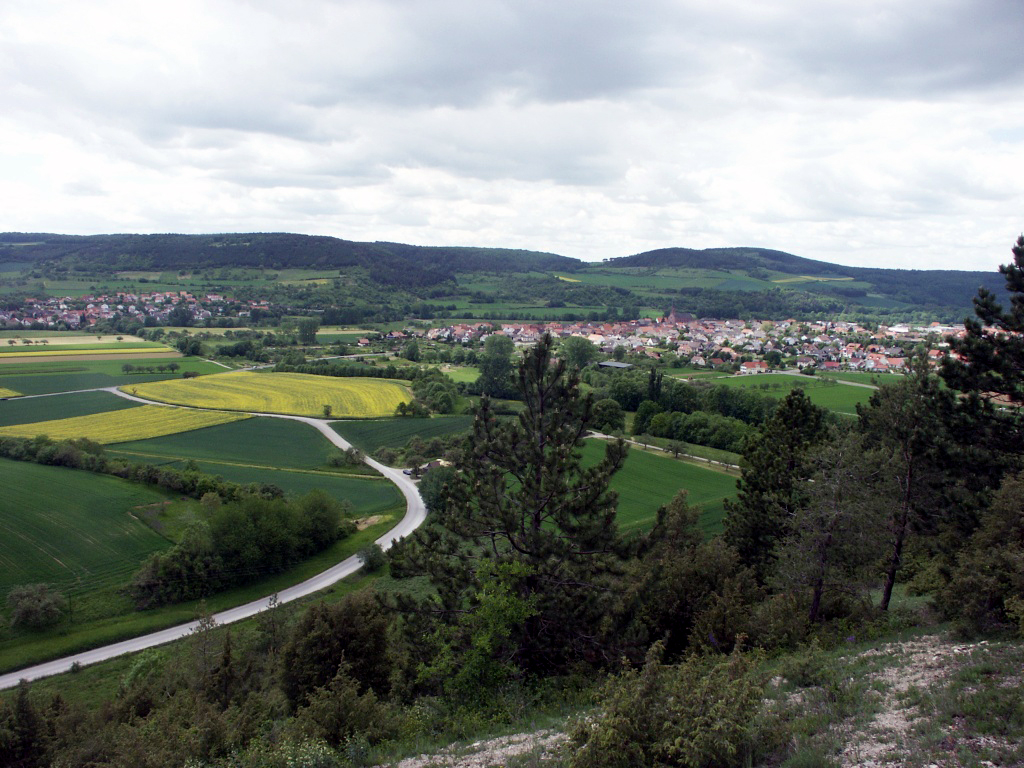
Werbach im Taubertal

In Werbach gibt es ein Europäisches Vogelschutzgebiet, zwei Landschafts- und vier Naturschutzgebiete:
- Europäisches Vogelschutzgebiet Heiden und Wälder Tauberland (Schutzgebietskennung DE-6323-441); seit 2007.[34]
- Landschaftsschutzgebiet Main-Tauber-Tal: 2988,0 ha; Gemarkungen Tauberbischofsheim und Werbach; seit 1953.
- Landschaftsschutzgebiet Werbach: 2125,0 ha; Gemarkungen Werbach, Werbachhausen, Wenkheim und Gamburg; seit 1985.
- Naturschutzgebiet Apfelberg: 22,5 ha; Gemeinde Werbach, Gemarkung Gamburg
- Naturschutzgebiet Helmental-Kleinleiden, 15,4 ha; Gemeinde Werbach, Gemarkung Werbachhausen
- Naturschutzgebiet Lindenberg: 8,7 ha; Gemeinde Werbach, Gemarkung Werbach
- Naturschutzgebiet Wormental: 19,2 ha; Gemeinde Werbach, Gemarkungen Werbach.
- Wasserschutzgebiet Welzbachtal (WSG-Nr. 128131); 2442,43 ha; seit dem 3. Februar 2004. Es ist damit eines der größten Wasserschutzgebiete im Main-Tauber-Kreis.

Daneben gibt es auf dem Gebiet der Gemeinde Werbach insgesamt 14 als Naturdenkmal geschützte Objekte.
Ferner liegen noch zwei Wasserschutzgebiete in der Gemarkung der Gemeinde Werbach: Das Wasserschutzgebiet Niklashausen (WSG-Nr. 128118) mit einer Fläche von 368,61 Hektar und das Wasserschutzgebiet Welzbachtal (WSG-Nr. 128131) mit einer Fläche von 2.442,43 Hektar.

### Flächenaufteilung
Nach Daten des Statistischen Landesamtes, Stand 2014.

## Geschichte

### Geschichte der Gemeinde Werbach

#### Mittelalter
Die erste urkundliche Erwähnung Werbachs stammt von 1248.

#### Neuzeit
1563 tötet die Pest in Werbach fast 500 Menschen. Im Deutschen Krieg kam es am 24. Juli 1866 zum Gefecht bei Werbach zwischen badischen und oldenburgischen Militärverbänden, wobei die mit Preußen verbündeten Oldenburger Werbach besetzten.

#### Eingemeindungen
Im Zuge der Gemeindereform in Baden-Württemberg wurden am 31. Dezember 1973 die bisher selbständigen Gemeinden Werbach, Wenkheim, Werbachhausen und Brunntal zur neuen Gemeinde Werbach zusammengeschlossen. Am 1. Januar 1975 schloss sich diese Gemeinde mit Gamburg und Niklashausen zur heutigen Gemeinde zusammen.

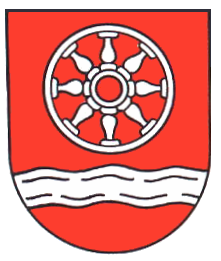
Werbach (alt)

### Werbachs Ortsteile und ihre Geschichte

#### Brunntal
Brunntal wurde erstmals 1222 urkundlich erwähnt. Damals kamen Teile des Dorfes durch Schenkung an Würzburg. In Brunntal war im 14. Jahrhundert auch das Kloster Bronnbach begütert. Bis 1803 gehörte das Dorf zu Kurmainz. Im Rahmen der Säkularisation aufgrund des Reichsdeputationshauptschlusses wurde der Ort dem Fürstentum Leiningen zugeteilt. Nach dessen Auflösung 1806 im Zuge der Rheinbundakte kam es zum Großherzogtum Baden.

#### Gamburg
Bereits 1139 wurde Gamburg erstmals urkundlich erwähnt.
1806 kam der Ort unter die Hoheit Würzburgs und ein Jahr danach durch einen Staatsvertrag zwischen Würzburg und Baden unter die Souveränität des Großherzogtum Baden.
Das Wahrzeichen Gamburgs ist die Burg Gamburg.

#### Niklashausen

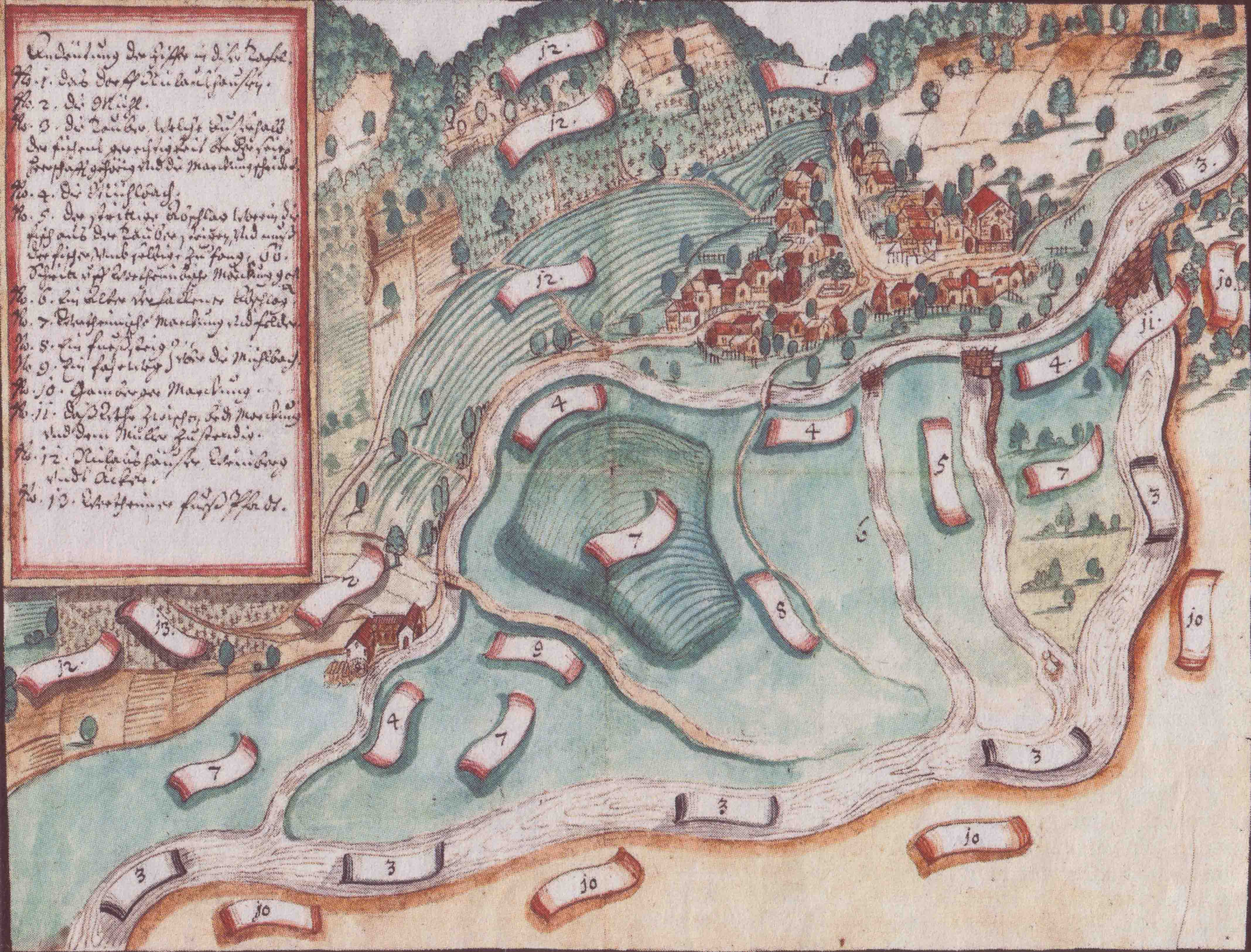
Niklashausen mit Taubermühle (um 1665)

Nicozeshusen, wie das Dorf früher hieß, wurde urkundlich erstmals 1170 erwähnt. Das Dorf gehörte zur alten Grafschaft Wertheim, der späteren Grafschaft Löwenstein-Wertheim. Hans Böhm, der Pauker von Niklashausen, tritt 1476 als Prediger vor die Wallfahrer in Niklashausen. Ihm gelingt es, 40.000 Bauern um sich zu scharen. Trotzdem wird er festgenommen und in Würzburg als Ketzer verbrannt. 1806 kommt das Dorf unter die Landeshoheit des Großherzogs von Baden.

#### Wenkheim
Urkundlich wird „Weggencheim“ erstmals 1149 genannt. Man nimmt an, dass die Herren von Wenkheim, die in Thüringen saßen, ursprünglich von hier stammen. Ab 1625 war es Bestandteil der Grafschaft Löwenstein-Wertheim. 1673 brannten die Franzosen das Wenkheimer Schloss nieder. 1750 brannte ein Großteil von Wenkheim nieder. 1776 wurde das Dorf bei einem Unwetter schwer verwüstet. 1806 kam Wenkheim unter die Landeshoheit des Großherzogs von Baden.

#### Werbachhausen
Werbachhausen wurde als Werpachhusen 1308 erstmals erwähnt, 1332 wird es als Husin bei Wertpach erwähnt. Mehrere Adelsgeschlechter hatten Besitz in Werbachhausen, das seit 1592 zu Kurmainz gehörte. 1803 bis 1806 gehörte es zum Fürstentum Leiningen und kam dann zum Großherzogtum Baden.

### Einwohnerentwicklung
Die Gesamtbevölkerung der Ortsteile der Gemeinde Werbach entwickelte sich wie folgt:
| Jahr | Bevölkerung |
| ---- | ----------- |
| 1961 | 3496        |
| 1970 | 3611        |
| 1980 | 3388        |
| 1990 | 3460        |
| 1995 | 3646        |
| 2000 | 3659        |
| 2005 | 3616        |
| 2010 | 3478        |
| 2015 | 3264        |
| 2020 | 3278        |
| 2024 | 3267        |

Quellen: Gemeindeverzeichnis und Angaben des Statistischen Landesamtes

### Gemeindearchiv
Das Archiv der Gemeinde Werbach wurde in das Teilarchiv des Main-Tauber-Kreises im Archivverbund Main-Tauber eingebracht. Der Archivverbund wurde im Jahre 1988 im ehemaligen Spital des Klosters Bronnbach unter der Trägerschaft des bereits 1978 gegründeten Staatsarchivs Wertheim eingerichtet.

## Religion

### Christentum
In Werbach steht die katholische Kirche St. Martin. Die katholischen Kirchen der Gemeinde gehören zur Seelsorgeeinheit Großrinderfeld-Werbach im Dekanat Tauberbischofsheim des Erzbistums Freiburg.

### Judentum
Die jüdische Gemeinde Wenkheim entstand im 16. Jahrhundert. Der Ort ist für seine jüdische Geschichte bekannt, erstmals werden 1576 und 1591 Juden am Ort genannt. Neben der früheren Synagoge Wenkheim besaß die jüdische Gemeinde Wenkheim eine jüdische Schule, ein rituelles Bad und den jüdischen Friedhof Wenkheim. Beim Novemberpogrome 1938 wurde die Synagoge demoliert. Bis 1940 emigrierte über die Hälfte der jüdischen Einwohner (22 in die USA, 8 nach Palästina). Am 22. Oktober 1940 wurden die letzten 11 jüdischen Einwohner Wenkheims, während der Wagner-Bürckel-Aktion, in das Camp de Gurs deportiert.

## Politik

### Gemeinderat
In Werbach wird der Gemeinderat nach dem Verfahren der unechten Teilortswahl gewählt. Dabei kann sich die Zahl der Gemeinderäte durch Überhangmandate (Ausgleichssitze) verändern. Der Gemeinderat in Werbach hat nach der letzten Wahl 16 Mitglieder (vorher 15). Er besteht aus den gewählten ehrenamtlichen Gemeinderäten und dem Bürgermeister als Vorsitzendem. Der Bürgermeister ist im Gemeinderat stimmberechtigt.
Die Kommunalwahl am 9. Juni 2024 führte zu folgendem Ergebnis.
| Parteien und Wählergemeinschaften | Parteien und Wählergemeinschaften | % 2024  | Sitze 2024 | % 2019 | Sitze 2019 | Kommunalwahl 2024 %706050403020100 65,70 %34,30 % ABUBLGewinne/Verlusteim Vergleich zu 2019 %p 6 4 2 0 −2 −4 −6+5,40 %p−5,40 %pABUBL |
| AB                                | Aktive Bürger                     | 65,70   | 11         | 60,3   | 9          | Kommunalwahl 2024 %706050403020100 65,70 %34,30 % ABUBLGewinne/Verlusteim Vergleich zu 2019 %p 6 4 2 0 −2 −4 −6+5,40 %p−5,40 %pABUBL |
| UBL                               | Unabhängige Bürgerliste           | 34,30   | 5          | 39,7   | 6          | Kommunalwahl 2024 %706050403020100 65,70 %34,30 % ABUBLGewinne/Verlusteim Vergleich zu 2019 %p 6 4 2 0 −2 −4 −6+5,40 %p−5,40 %pABUBL |
| gesamt                            | gesamt                            | 100,0   | 16         | 100,0  | 15         | Kommunalwahl 2024 %706050403020100 65,70 %34,30 % ABUBLGewinne/Verlusteim Vergleich zu 2019 %p 6 4 2 0 −2 −4 −6+5,40 %p−5,40 %pABUBL |
| Wahlbeteiligung                   | Wahlbeteiligung                   | 73,44 % | 73,44 %    | 61,3 % | 61,3 %     | Kommunalwahl 2024 %706050403020100 65,70 %34,30 % ABUBLGewinne/Verlusteim Vergleich zu 2019 %p 6 4 2 0 −2 −4 −6+5,40 %p−5,40 %pABUBL |

### Bürgermeister
Bürgermeister ist seit dem 1. Juli 2023 Georg Wyrwoll. Er wurde am 7. Mai 2023 bei einer Wahlbeteiligung von 72,29 % im zweiten Wahlgang mit 51,1 Prozent der Stimmen gewählt.
Siehe auch: Liste der Bürgermeister der Gemeinde Werbach

### Wappen
Das Wappen zeigt ein rotes Mainzer Rad auf weißem Grund über zwei weißen Rosen auf blauem Grund.

### Verwaltungsgemeinschaft
Die Gemeinde Werbach bildet mit der Stadt Tauberbischofsheim sowie den Gemeinden Großrinderfeld und Königheim zur gemeinsamen Erledigung ihrer Verwaltungsgeschäfte die vereinbarte Verwaltungsgemeinschaft Tauberbischofsheim.

## Wirtschaft und Infrastruktur

### Wasserversorgung
Das in Dittigheim von 2015 bis 2017 errichtete Wasserwerk Taubertal versorgt rund 40.000 Menschen aus drei Städten und drei Gemeinden, sowie Industrie und Gewerbe im mittleren Taubertal mit Trinkwasser versorgen. Betreiber ist der Zweckverband Wasserversorgung Mittlere Tauber, dem neben den Gemeinden Werbach, Großrinderfeld, und Wittighausen auch die Städte Tauberbischofsheim, Lauda-Königshofen und Grünsfeld angehören.

### Erneuerbare Energien
Es bestehen zwei Windparks. Einer davon mit drei Anlagen an der Gemarkungsgrenze zu Großrinderfeld, ein weiterer mit neun Anlagen an der Gemarkungsgrenze zu Neubrunn.
Darüber hinaus wurde 2023 der Aufstellungsbeschluss für zwei Photovoltaik-Freiflächenanlagen von zusammen 40 Hektar Größe getroffen. Die Anlagen befinden sich aktuell in der Planungsphase. Eine finanzielle Beteiligungsmöglichkeit für Bürger ist geplant.

### Steinbruch Werbach
Der Steinbruch Werbach liegt mit einem Schotterwerk etwa 1500 Meter östlich von Werbach am Höhberg. Er ist der einzige fast vollständige Aufschluss des Unteren Muschelkalks in Baden-Württemberg. Dadurch und durch seine Lage im Übergangsbereich zwischen der süddeutschen und norddeutschen Gesteinsausbildung ist er von wissenschaftlichem Interesse und gilt als schutzwürdig. Er wurde als Geotop mit der Bezeichnung Steinbruch am Höhberg E von Werbach ins Geotop-Kataster Baden-Württemberg aufgenommen (siehe auch: Liste der Geotope im Main-Tauber-Kreis).

### Weinanbau
Werbach ist Weinort der Weinregion Tauberfranken des Weinanbaugebietes Baden.

### Verkehr

#### Bahn- und Busverkehr
Die Ortsteile Niklashausen und Gamburg sind durch die Bahnstrecke Lauda–Wertheim an das Eisenbahnnetz angebunden. Außerdem verkehren Omnibusse der VerkehrsGesellschaft Main-Tauber.

#### Radverkehr
Durch eine Alltagsroute aus dem Radnetz Baden-Württemberg ist Werbach mit Wertheim und mit Tauberbischofsheim verbunden.
Werbach liegt am Taubertalradweg. Er führt von Rothenburg ob der Tauber her durch das Taubertal. Er ist ein Teil der D-Route 9 (Weser - Romantische Straße).
In nordöstlicher Richtung führt der Welzbachtalradweg bis nach Oberaltertheim. Von dort besteht über weitere Radwege ein Anschluss bis zum Main-Radweg bei Würzburg.

#### Wanderwege
Der Panoramaweg Taubertal und der etwa 180 Kilometer langen Jakobsweg Main-Taubertal führen ebenfalls durch Werbach.

## Kultur und Sehenswürdigkeiten

### Bauwerke und Baudenkmale

#### Liebfrauenbrunnkapelle

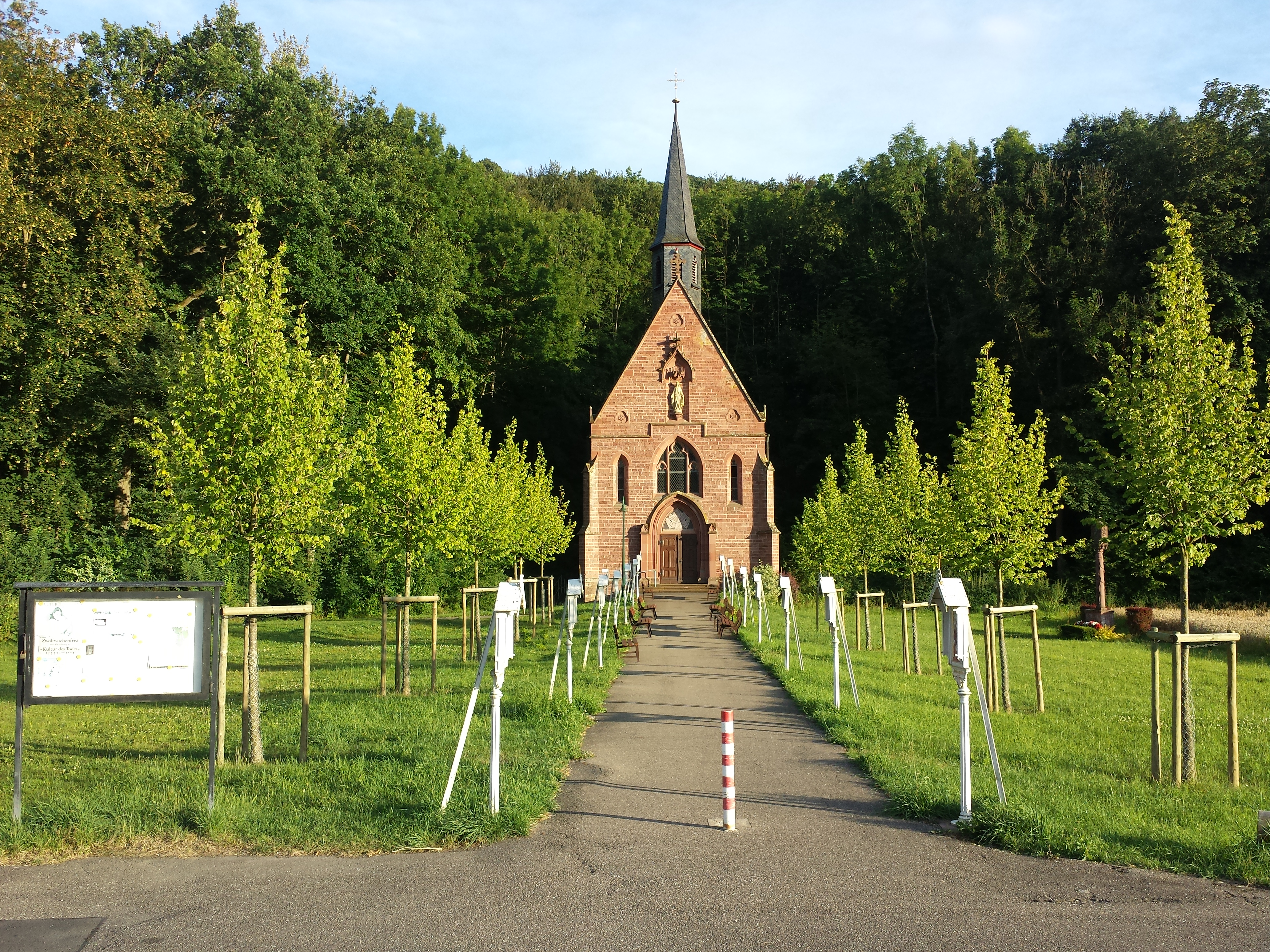
Blick auf die Liebfrauenbrunnkapelle

Die Wallfahrtskapelle Liebfrauenbrunn befindet sich zwischen Werbach und Werbachhausen.

#### Jüdischer Friedhof Wenkheim
Im Ortsteil Wenkheim gibt es einen jüdischen Friedhof, der im 17. Jahrhundert oder früher östlich des Ortes im Gewann „Großer Wald“ (heute unmittelbar an der Landesgrenze Baden-Württemberg/Bayern) angelegt und bis 1938 belegt wurde (Flurstück 10321, Fläche 55,80 a).

#### Weitere Baudenkmale
- Kirche St. Martin in Werbach
- Ehemalige Synagoge in Wenkheim – durch einen Förderverein restauriert[60]
- Evangelische Kirche Wenkheim
- Gamburger Pfarrkirche von 1895
- Grabhügelfeld der mittleren und späten Hallstattzeit (7./6. Jh. v. Chr.); am südlichen Rand von Werbach in den Jahren 1970 und 1977 ausgegraben.[61]
- Burg Gamburg bei Gamburg
- Eulschirbenmühle bei Gamburg
- Bahnhof Gamburg

### Sport
Der Fechtsportverein Future Fencing Werbach, der in der Tauberhalle Werbach trainiert, konnte bei den Deutschen Fechtmeisterschaften 2019 zwei Goldmedaillen gewinnen.

### Naherholung

#### Jugendzeltplatz Tauberinsel

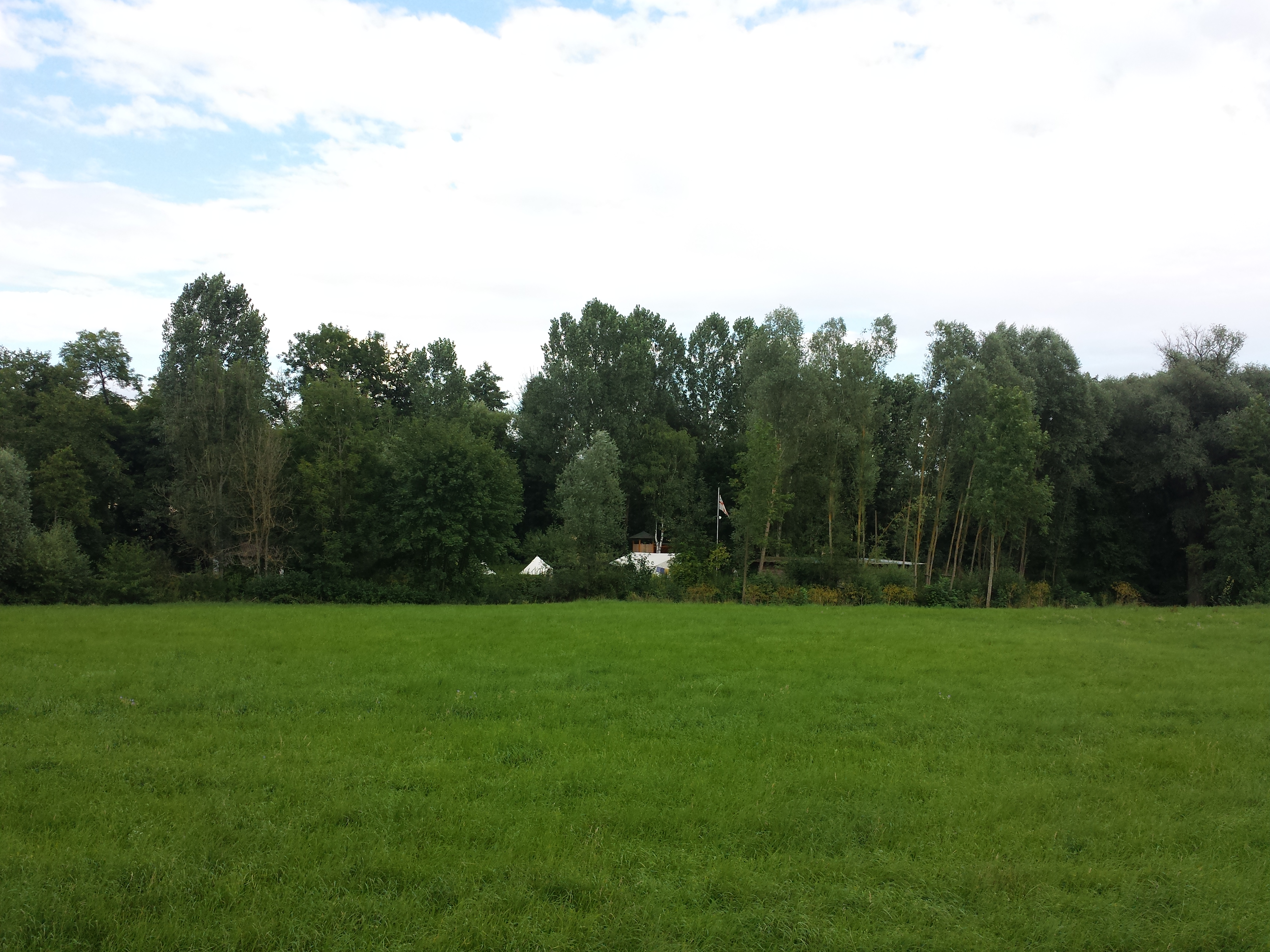
Ein Jugendferienzeltlager auf der Werbacher Tauberinsel

Die DLRG-Ortsgruppe Werbach betreibt den Jugendzeltplatz Tauberinsel. Der Zeltplatz wird vollständig vom Wasser der Tauber umflossen.

#### Freibad Wenkheim
In Wenkheim befindet sich ein durch Solarenergie beheiztes Freibad.

#### Naherholungsgebiet am Schleifgraben
Das Naherholungsgebiet am Werbacher Schleifgraben befindet sich seit 2010 am Schleifgraben, dem mittleren Mündungsarm des Welzbachs in die Tauber. Das Naherholungsgebiet umfasst ein Biotop, eine Kneipp-Anlage, ein Bouleplatz, ein Beachvolleyballfeld, ein Bolzplatz, ein Kinderspielplatz und ein Pumptrack-Parcours. Der Welzbachtalradweg führt direkt am Naherholungsgebiet vorbei.

Ansichten des Naherholungsgebiets am Werbacher Schleifgraben
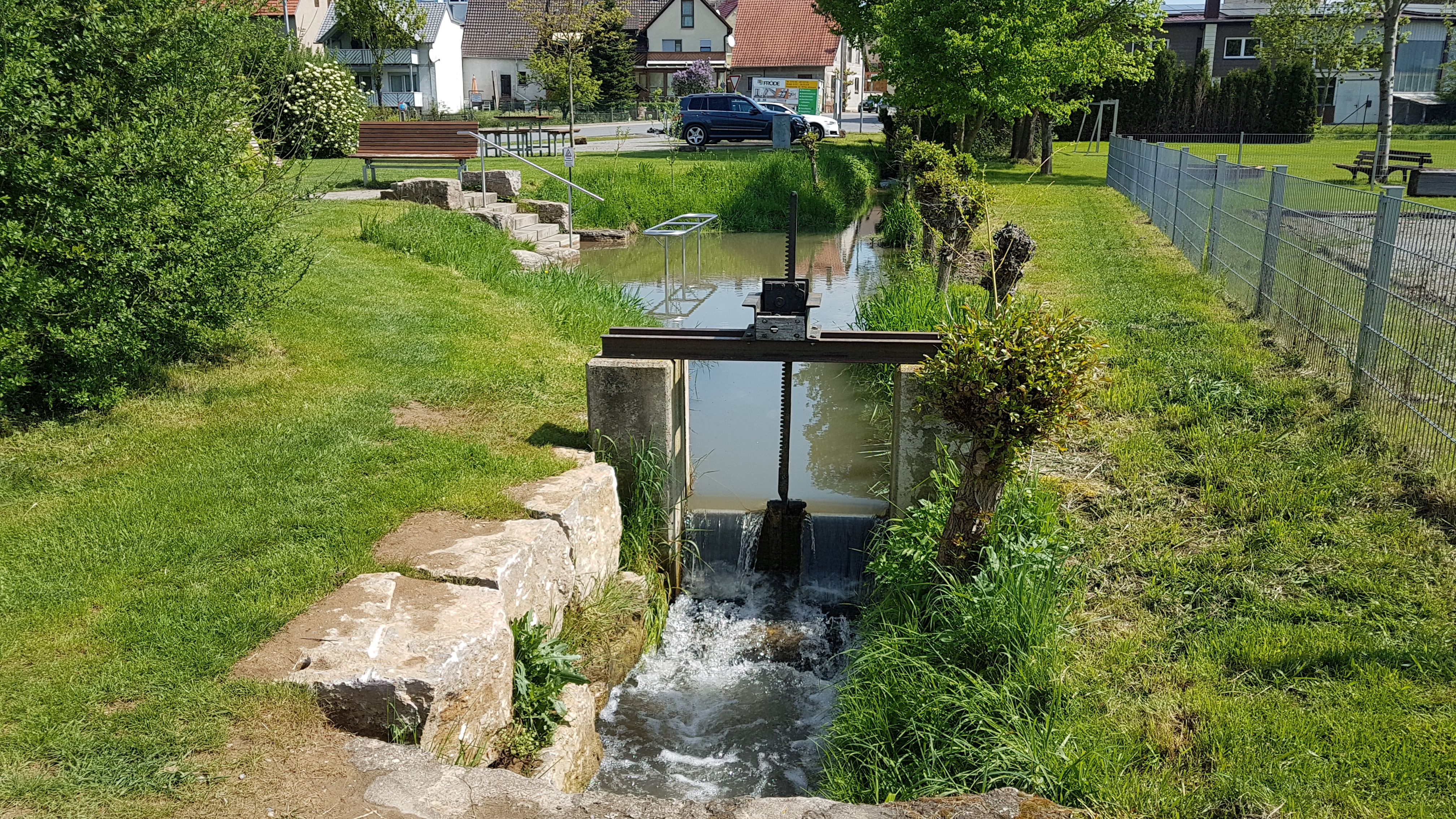
Die Werbacher Kneipp-Anlage am Schleifgraben
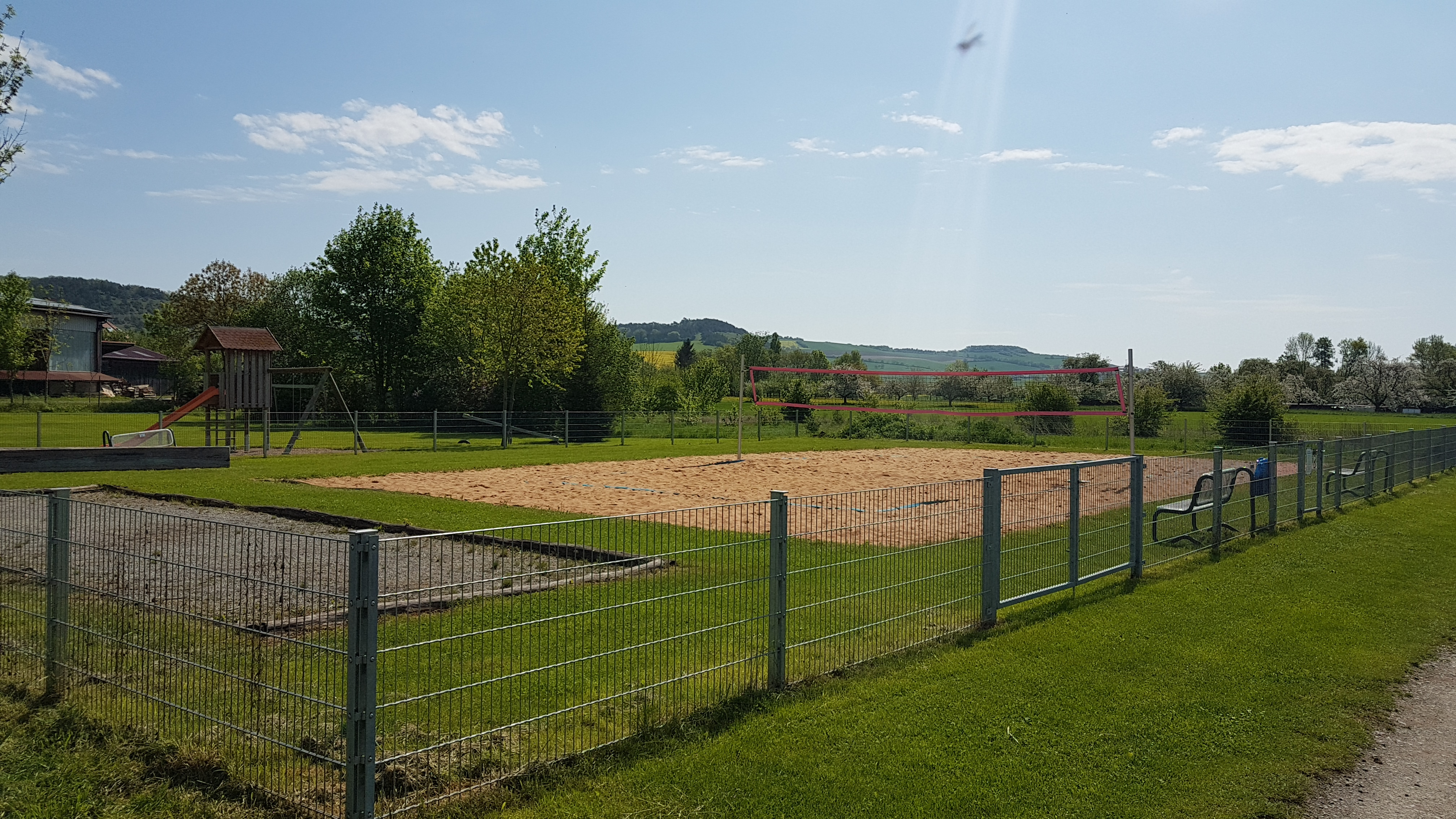
Ein Beachvolleyballfeld und Spielplatz nebenan
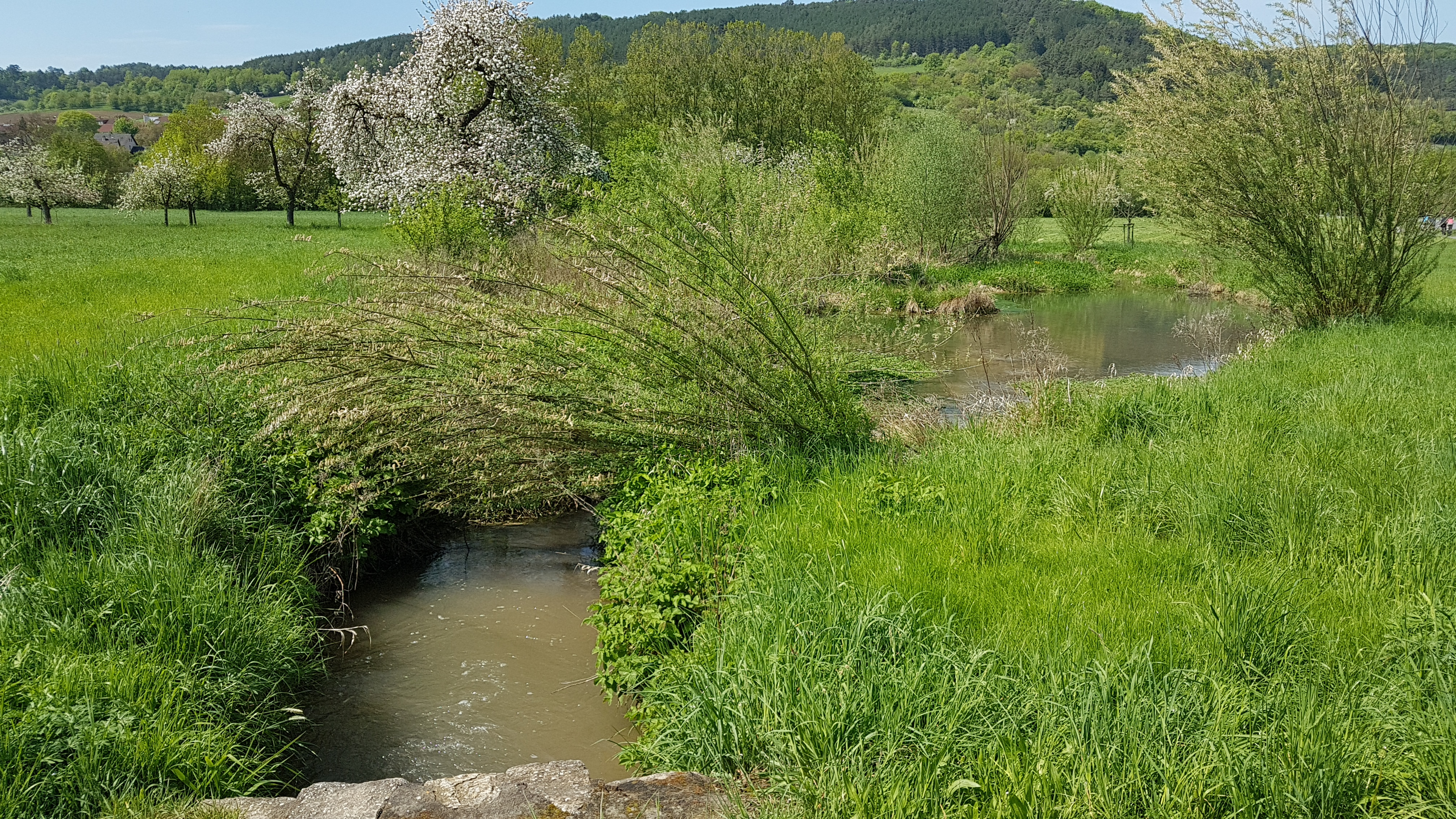
Unmittelbar nach der Kneipp-Anlage folgt ein Biotop